# Asarkina nigripes
Asarkina nigripes är en tvåvingeart som beskrevs av Charles Howard Curran 1928. Asarkina nigripes ingår i släktet Asarkina och familjen blomflugor. Inga underarter finns listade i Catalogue of Life.